# Барру (микрорегион)
Барру (порт. Microrregião de Barro) — микрорегион в Бразилии, входит в штат Сеара. Составная часть мезорегиона Юг штата Сеара. Население составляет 	90 320	 человек (на 2010 год). Площадь — 	2 647,211	 км². Плотность населения — 	34,12	 чел./км².

## Демография
Согласно сведениям, собранным в ходе переписи 2010 г. Национальным институтом географии и статистики (IBGE), население микрорегиона составляет:						
| Полное население                             | Полное население                             | Полное население                             | Полное население                             | 90 320 |
| -------------------------------------------- | -------------------------------------------- | -------------------------------------------- | -------------------------------------------- | ------ |
| в том числе:                                 | Городское население                          | 48 270                                       | Процент городского населения, %              | 53,44  |
|                                              | Сельское население                           | 42 050                                       | Процент сельского населения, %               | 46,56  |
|                                              | Мужское население                            | 44 942                                       | Процент мужского населения, %                | 49,76  |
|                                              | Женское население                            | 45 378                                       | Процент женского населения, %                | 50,24  |
| Плотность населения, чел/км²                 | Плотность населения, чел/км²                 | Плотность населения, чел/км²                 | Плотность населения, чел/км²                 | 34,12  |
| Население микрорегиона в % к населению штата | Население микрорегиона в % к населению штата | Население микрорегиона в % к населению штата | Население микрорегиона в % к населению штата | 1,07   |

## Статистика
- Валовой внутренний продукт на 2003 составляет 167 724 003,00 реалов (данные: Бразильский институт географии и статистики).
- Валовой внутренний продукт на душу населения на 2003 составляет 1905,79 реалов (данные: Бразильский институт географии и статистики).
- Индекс развития человеческого потенциала на 2000 составляет 0,639 (данные: Программа развития ООН).

## Состав микрорегиона
В составе микрорегиона включены следующие муниципалитеты:
1. Аурора
2. Барру
3. Маурити